# جوئه چون
جوئه چن (چینی ساده: 陈珏) یک زیست‌شناس ساختاری و زیست‌شیمی‌دان چینی‌تبار اهل ایالات متحده است. او استاد بیوشیمی ویلیام ئی. فورد و رئیس آزمایشگاه زیست‌شناسی و بیوفیزیک غشایی در دانشگاه راکفلر و همچنین پژوهشگر مؤسسه پزشکی هاوارد هیوز است. پژوهش‌های او بر روشن‌سازی ساختار و عملکرد ناقل‌های کاست اتصال‌دهنده آدنوزین‌تری‌فسفات (ABC) تمرکز دارد.

## زندگی اولیه و تحصیلات
چن در چانگشا، چین زاده شد و در سال ۱۹۸۸ از دبیرستان شماره ۱ چانگشا فارغ‌التحصیل شد. او در دانشگاه تونگ‌جی در شانگهای تحصیل کرد و سپس به ایالات متحده مهاجرت کرد.
او در سال ۱۹۹۳ مدرک کارشناسی خود را در رشته شیمی از دانشگاه اوهایو دریافت کرد و سپس در سال ۱۹۹۸، دکترای زیست‌شیمی را تحت راهنمایی دان سی. وایلی از دانشگاه هاروارد گرفت. او در آنجا ویژگی‌های ساختاری منحصربه‌فردی از ویروس آنفلوانزا که مسئول بروز عفونت است را کشف کرد.

## حرفه
چن به‌عنوان پژوهشگر پسادکتری در آزمایشگاه دان سی. وایلی باقی ماند و سپس از سال ۱۹۹۹ تا ۲۰۰۱، دورهٔ فوق‌دکترای خود را در کالج پزشکی بیلور در آزمایشگاه فلورانته آ. کوئیوچو گذراند، جایی که مطالعات خود بر روی ناقل‌های ABC را آغاز کرد. در سال ۲۰۰۲، چن به‌عنوان استادیار در دانشگاه پردو مشغول به کار شد. او در آنجا چندین جایزهٔ تدریس دریافت کرد و پژوهش‌هایش را در مجلاتی با ضریب تأثیر بالا منتشر کرد. در سال ۲۰۰۷، چن به مقام دانشیار ارتقا یافت و در سال ۲۰۱۱ نیز استاد تمام شد. در سال ۲۰۰۳، او به‌عنوان یکی از بورسیه‌های پیو و در سال ۲۰۰۸ نیز به‌عنوان پژوهشگر مؤسسه پزشکی هاوارد هیوز انتخاب شد. او در سال ۲۰۱۴ به دانشگاه راکفلر پیوست، جایی که هم‌اکنون استاد کرسی «ویلیام ئی. فورد» و رئیس آزمایشگاه زیست‌شناسی غشاء و زیست‌فیزیک است.
در سال ۲۰۱۹، او به آکادمی ملی علوم ایالات متحده آمریکا انتخاب شد.

## پژوهش
چن به‌دلیل انجام پژوهش‌های مؤثر در زمینه‌های زیست‌شناسی غشاء و زیست‌فیزیک شناخته می‌شود. او آثار برجسته‌ای در زمینه‌های بلورشناسی، انتقال درون‌سلولی، و در سال‌های اخیر، در خصوص ناقل‌های کاست اتصال‌دهنده آدنوزین‌تری‌فسفات و نقش آن‌ها در سیستم ایمنی و بیماری‌ها منتشر کرده است. پژوهش او بر روی ناقل‌های ABC شامل بررسی نقش آن‌ها در مقاومت نسبت به داروهای شیمی‌درمانی، ارائه آنتی‌ژن در ایمنی تطبیقی و عفونت ویروسی، فیبروز کیستیک، و تغذیهٔ باکتریایی می‌شود.

### تصویرسازی مالتوز با استفاده از بلورشناسی
او همچنین از بلورشناسی برای مشاهدهٔ نحوهٔ تبدیل انرژی شیمیایی حاصل از آبکافت ATP به کار مکانیکی توسط پروتئین ناقل مالتوز استفاده کرده است؛ فرآیندی که از طریق مجموعه‌ای از تغییرات پیکربندی انجام می‌شود. این کار به‌طور خاص در سلول‌های باکتریایی کاربرد دارد، اما پیامدهایی برای انسان‌ها نیز به‌همراه دارد.

### ناقل‌های ABC,P-glycoproteinوMRP1
در سال‌های اخیر، علاقهٔ چن به ناقل‌های ABC که در سیستم ایمنی و بیماری‌ها نقش دارند، معطوف شده است. این ناقل‌ها گروهی متنوع از پروتئین‌های غشایی هستند که از انرژی شیمیایی آبکافت ATP برای انتقال مواد بر خلاف شیب الکتروشیمیایی آن‌ها استفاده می‌کنند. پژوهش‌های اولیهٔ او بر روی دو ناقل P-glycoprotein و MRP1 متمرکز بود. این پژوهش‌ها به دیدگاه‌های تازه‌ای دربارهٔ سازوکاری منجر شده‌اند که برخی سلول‌های سرطانی از طریق آن در برابر شیمی‌درمانی مقاومت ایجاد می‌کنند. P-glycoprotein که در دهه ۱۹۷۰ کشف شد، مجموعه‌ای از ترکیبات مشابه از نظر ساختاری را شناسایی کرده و آن‌ها را از سلول بیرون می‌راند. این پروتئین نقشی دوگانه در سلامت انسان ایفا می‌کند: زمانی‌که سلول مورد نظر سرطانی و ترکیبات هدف، داروهای ضدسرطان باشند، عملکرد P-glycoprotein باعث کاهش اثربخشی شیمی‌درمانی می‌شود.

### ناقل‌های ABC وCFTR
پژوهش‌های کنونی چن بر روی ناقل‌های ABC و نقش آن‌ها به‌ویژه در فیبروز کیستیک متمرکز است. در میان هزاران ناقل ABC، یکی از آن‌ها با نام CFTR یا «تنظیم‌کنندهٔ هدایت غشایی فیبروز کیستیک» تکامل یافته است تا به‌عنوان یک کانال یونی وابسته به ATP عمل کند. جهش در ژن CFTR باعث ابتلا به فیبروز کیستیک می‌شود؛ بیماری مرگباری که در میان جمعیت قفقازی‌تبار با شیوع ۱ در ۲۵۰۰ دیده می‌شود.